# Leucoconis erysiphina
Leucoconis erysiphina är en svampart som först beskrevs av Syd. & P. Syd., och fick sitt nu gällande namn av Theiss. & Syd. 1918. Leucoconis erysiphina ingår i släktet Leucoconis, divisionen sporsäcksvampar och riket svampar.   Inga underarter finns listade i Catalogue of Life.